# Эбенхайм
Эбенхайм (нем. Ebenheim) — коммуна в Германии, в земле Тюрингия. 
Входит в состав района Гота. Подчиняется управлению Хёрзель.  Население составляет 252 человека (на 31 декабря 2006 года). Занимает площадь 6,45 км². Официальный код  —  16 0 67 012.